# Fernando Pérez (Regisseur)

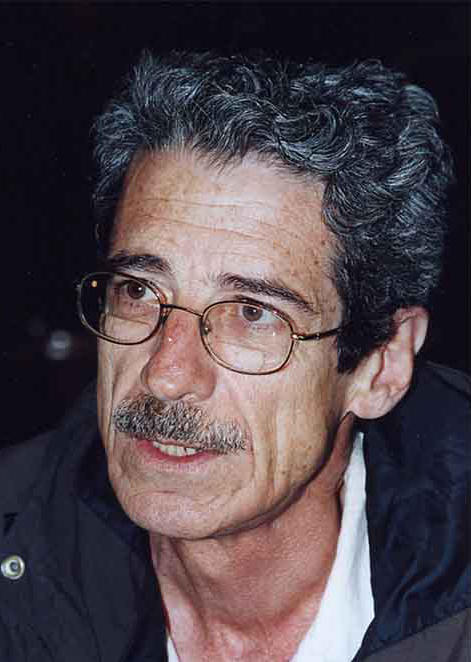
Fernando Pérez (2004)

Fernando Pérez Valdés (* 19. November 1944 in Havanna) ist ein kubanischer Filmregisseur und Drehbuchautor.

## Leben
Fernando Pérez Valdés ist einer der international bedeutendsten Filmemacher Kubas. 1944 in Havanna geboren, begann er bereits 1962 während seines Studiums als Produktionsassistent und Übersetzer im kubanischen Filminstitut ICAIC (Instituto Cubano del Arte e Industria Cinematográficos) zu arbeiten. Pérez schrieb Filmkritiken unter anderem für die Filmzeitschrift Cine Cubano, leitete Kinodebatten und schloss 1970 sein Sprach- und Literaturstudium an der Universität von Havanna ab. Im Anschluss arbeitete er als Regieassistent und nebenbei als Russischlehrer. Zwischen 1974 und 1984 drehte Pérez über 20 Dokumentarfilme und Wochenschauen, unter anderem Camilo (1982) über Camilo Cienfuegos und Omara (1983) über Omara Portuondo, bevor er 1987 seinen ersten Spielfilm Gefährliches Leben (Clandestinos) realisierte. Danach drehte er Hello Hemingway (1990) und Madagaskar (1994).
Seine beiden folgenden Filme Das Leben, ein Pfeifen von 1998 und Suite Havanna von 2003 zählen zu den Meilensteinen des kubanischen Kinos und erhielten zahlreiche Preise, so unter anderem den Spezialpreis der Jury beim Sundance Film Festival, den SIGNIS Award beim San Sebastián International Film Festival, den von der Spanischen Filmakademie verliehenen Goya Award sowie den Preis der C.I.C.A.E. (Confédération Internationale des Cinémas d’Art et d’Essai, Internationaler Verband der Filmkunsttheater) im Forum des Internationalen Films der Berlinale.
2007 drehte er Madrigal, der René Clair gewidmet ist. Mit José Martì, El Ojo del Canario, einem Film über den kubanischen Freiheitskämpfer José Martí, gelang ihm 2010 erneut internationale Anerkennung.
2014 führte er erstmals Regie für ein Musikvideo: Er illustrierte das Lied Canción fácil der Komponistin Marta Valdés, gesungen von Haydée Milanés.
Neben den Auszeichnungen, die er für seine Tätigkeit als Regisseur und Drehbuchautor erhielt, wurde Fernando Pérez 1982 mit dem Premio Casa de las Américas für sein Buch „Corresponsales de guerra“ geehrt, in dem er den Kampf junger Cineasten gegen das Somoza-Regime in Nicaragua beschreibt. Fernando Pérez war von 1993 bis 1995 Akademischer Direktor der Internationalen Hochschule für Film und Fernsehen (span.: Escuela Internacional de Cine y Televisión, EICTV) in San Antonio de los Baños. Darüber hinaus unterrichtete er als Professor für Filmgeschichte an der Universidad de la Habana. Im Wintersemester 2006/2007 war Pérez als Samuel-Fischer-Gastprofessor am Peter-Szondi-Institut der Freien Universität Berlin tätig. Im Frühjahr 2016 hatte er die Friedrich Dürrenmatt Gastprofessur an der Universität Bern inne.
Er ist mit der deutschen Filmregisseurin Claudia von Alemann verheiratet und lebt in Havanna.

## Filmografie
- 1971: Eine kubanische Schlacht gegen die Dämonen (Una pelea cubana contra los demonios), Regieassistenz beim Spielfilm von Tomás Gutiérrez Alea
- 1972: Girón, Regieassistenz beim Spielfilm von Manuel Herrera
- 1975: Chronik des Sieges (Cronica de la victoria), Dokumentarfilm zusammen mit Jesús Díaz
- 1975: Puerto Rico, Dokumentarfilm zusammen mit Jesús Díaz
- 1977: Cabinda (Dokumentarfilm)
- 1978: Roter Samstag (Sabado rojo), Dokumentarfilm
- 1978: Ich säe Wind in meiner Stadt (Siembro viento en mi Ciudad), Dokumentarfilm
- 1979: Monimbó ist Nicaragua (Monimbó es Nicaragua), ICAIC Wochenschau Nr. 933
- 1981: Unsichtbare Waffen (Armas invisibles) Dokumentarfilm
- 1981: Bergarbeiter (Mineros), Dokumentarfilm
- 1982: Camilo (Dokumentarfilm)
- 1983: Omara (Dokumentarfilm)
- 1985: Die Insel des blauen Schatzes (La isla del tesoro azul), zusammen mit Roger Montañés, Dokumentarfilm
- 1987: Gefährliches Leben (Clandestinos)
- 1990: Hello Hemingway
- 1994: Madagascar
- 1998: Das Leben, ein Pfeifen (La vida es silbar)
- 2003: Suite Havanna (Suite Habana) (Dokumentarfilm)
- 2007: Madrigal, Spielfilm
- 2010: José Martí, El ojo del canario
- 2014: La pared de las palabras

## Auszeichnungen
- Gefährliches Leben (Clandestinos): Bestes Erstlingswerk (Premio Opera Prima) beim Internationalen Festival des Neuen Lateinamerikanischen Films in Havanna 1988.
- Hello Hemingway: Große Koralle (Primer Premio Coral) beim Internationalen Festival des Neuen Lateinamerikanischen Films in Havanna 1990, Auszeichnung (Máxima distinción) der Asociación de Cronistas Hispanos in New York 1991.
- Madagascar, Spezielle Erwähnung der Jury (Premio Especial del Jurado) beim Internationalen Festival des Neuen Lateinamerikanischen Films in Havanna, Caligari Preis bei den Internationalen Filmfestspielen Berlin 1995; Bester Iberomamerikanischer Film (Premio a le mejor película iberoamericana) beim Sundance Film Festival 1995; Große Sonne beim Festival de Biarritz Amérique Latine 1995, Goldener Delphin beim Festróia Tróia International Film Festival in Setúbal 1995.
- Das Leben, ein Pfeifen (La vida es silbar): Große Koralle (Primer Premio Coral) und Kritikerpreis der FIPRESCI beim Internationalen Festival des Neuen Lateinamerikanischen Films in Havanna 1998; Preis der Holländischen Kritiker beim Internationalen Film Festival Rotterdam 1999, Preis der CICAE (Internationaler Verband der Filmkunsttheater, Confédération Internationale des Cinémas d’Art et d’Essai Européens). bei den Internationalen Filmfestspielen Berlin 1999, Internationaler Preis Ennio Flaiano als bester Film in Italien 2000.
- Suite Habana: Große Koralle (Primer Premio Coral) und Kritikerpreis der FIPRESCI beim Internationalen Festival des Neuen Lateinamerikanischen Films in Havanna 2003; Preis Luis Buñuel (zusammen mit Montags in der Sonne, Los lunes al sol von Fernando León de Aranoa) der Federación Iberoamericana de Productores de Cine y Audiovisuales (FIPCA).
- Madrigal: Beste Kamera Berlinale Special 2007, Festróia Tróia International Film Festival in Setúbal 2007
- José Martì, El Ojo del Canario: Erste Koralle (Premio Coral) für Regie an Pérez, künstlerische Leitung (Dirección Artística) an Erick Grass und weitere Preise beim Internationalen Festival des Neuen Lateinamerikanischen Films in Havanna 2010;